# 安良岡町
安良岡町（やすらおかちょう）は、群馬県太田市にある地名（町丁）。郵便番号は373-0811。

## 概要
韮川地区にある町丁。

## 地理

### 安良岡町内の区
安良岡町（韮川地区）の行政区の一覧。
| 地区     | 行政区   | 読み             | 区域         |
| -------- | -------- | ---------------- | ------------ |
| 韮川地区 | 安良岡町 | やすらおかちょう | 安良岡町全域 |

### 近隣町丁
- 東金井町
- 東長岡町
- 台之郷町
- 上小林町

## 世帯数と人口
2022年（令和4年）3月31日現在の世帯数と人口は以下の通りである。
| 町丁     | 世帯数  | 人口  |
| -------- | ------- | ----- |
| 安良岡町 | 355世帯 | 825人 |

## 小・中学校の学区
市立小・中学校に通う場合、学区は以下の通りとなる。
| 番地                               | 小学校             | 中学校             |
| ---------------------------------- | ------------------ | ------------------ |
| 安良岡町の一部（休泊堀用水路以東） | 太田市立韮川小学校 | 太田市立城東中学校 |
| 安良岡町の一部（休泊堀用水路以西） | 太田市立北の杜学園 | 太田市立北の杜学園 |

## 交通

### 鉄道
町内野南部を東武伊勢崎線が通っているが、町内に鉄道駅はない。

### 道路
- 国道122号

## 施設
- 春日神社